# Abdulmajeed Al-Sulayhem
Abdulmajeed Al-Sulayhem (in arabo عبد المجيد الصليهم‎?; Riad, 15 maggio 1994) è un calciatore saudita, centrocampista dell'Al-Nassr.

## Caratteristiche tecniche
È un centrocampista centrale.

## Statistiche

### Presenze e reti nei club
Statistiche aggiornate al 17 agosto 2023.
| Stagione         | Squadra          | Campionato       | Campionato | Campionato | Coppe nazionali | Coppe nazionali | Coppe nazionali | Coppe continentali | Coppe continentali | Coppe continentali | Altre coppe | Altre coppe | Altre coppe | Totale | Totale |
| Stagione         | Squadra          | Comp             | Pres       | Reti       | Comp            | Pres            | Reti            | Comp               | Pres               | Reti               | Comp        | Pres        | Reti        | Pres   | Reti   |
| ---------------- | ---------------- | ---------------- | ---------- | ---------- | --------------- | --------------- | --------------- | ------------------ | ------------------ | ------------------ | ----------- | ----------- | ----------- | ------ | ------ |
| 2013-2014        | Al-Shabab        | SPL              | 12         | 1          | KC+PC           | 1+1             | 0               | ACL                | 4                  | 0                  | -           | -           | -           | 18     | 1      |
| 2014-2015        | Al-Shabab        | SPL              | 19         | 1          | KC+PC           | 1+1             | 1+0             | ACL                | 2                  | 0                  | SS          | 1           | 0           | 24     | 2      |
| 2015-2016        | Al-Shabab        | SPL              | 14         | 0          | KC+PC           | 1+3             | 0               | -                  | -                  | -                  | -           | -           | -           | 18     | 0      |
| 2016-2017        | Al-Shabab        | SPL              | 22         | 3          | KC+PC           | 1+3             | 0+1             | -                  | -                  | -                  | -           | -           | -           | 26     | 4      |
| 2017-gen. 2018   | Al-Shabab        | SPL              | 16         | 0          | KC              | 1               | 0               | -                  | -                  | -                  | -           | -           | -           | 17     | 0      |
| gen.-giu. 2018   | Rayo Vallecano   | SD               | 0          | 0          | CR              | -               | -               | -                  | -                  | -                  | -           | -           | -           | 0      | 0      |
| 2018-2019        | Al-Shabab        | SPL              | 21         | 2          | KC              | 2               | 0               | -                  | -                  | -                  | -           | -           | -           | 23     | 2      |
| 2019-2020        | Al-Shabab        | SPL              | 26         | 3          | KC              | 0               | 0               | -                  | -                  | -                  | CdC         | 5           | 0           | 31     | 3      |
| Totale Al-Shabab | Totale Al-Shabab | Totale Al-Shabab | 130        | 10         |                 | 15              | 2               |                    | 6                  | 0                  |             | 6           | 0           | 157    | 12     |
| set.-nov. 2020   | Al-Nassr         | SPL              | -          | -          | KC              | 2               | 0               | ACL                | 6                  | 0                  | SS          | -           | -           | 8      | 0      |
| 2020-2021        | Al-Nassr         | SPL              | 19         | 2          | KC              | 2               | 0               | ACL                | 6                  | 1                  | SS          | 1           | 0           | 28     | 3      |
| 2021-2022        | Al-Nassr         | SPL              | 18         | 2          | KC              | 0               | 0               | -                  | -                  | -                  | -           | -           | -           | 18     | 2      |
| 2022-2023        | Al-Nassr         | SPL              | 23         | 1          | KC              | 3               | 0               | -                  | -                  | -                  | SS          | 1           | 0           | 27     | 1      |
| 2023-2024        | Al-Nassr         | SPL              | 4          | 0          | KC              | 0               | 0               | ACL                | 2                  | 0                  | CdC         | 4           | 0           | 10     | 0      |
| Totale Al-Nassr  | Totale Al-Nassr  | Totale Al-Nassr  | 64         | 5          |                 | 7               | 0               |                    | 14                 | 1                  |             | 6           | 0           | 91     | 6      |
| Totale carriera  | Totale carriera  | Totale carriera  | 194        | 15         |                 | 22              | 2               |                    | 20                 | 1                  |             | 12          | 0           | 248    | 18     |

### Cronologia presenze e reti in nazionale
| Cronologia completa delle presenze e delle reti in nazionale ― Arabia Saudita | Cronologia completa delle presenze e delle reti in nazionale ― Arabia Saudita | Cronologia completa delle presenze e delle reti in nazionale ― Arabia Saudita | Cronologia completa delle presenze e delle reti in nazionale ― Arabia Saudita | Cronologia completa delle presenze e delle reti in nazionale ― Arabia Saudita | Cronologia completa delle presenze e delle reti in nazionale ― Arabia Saudita | Cronologia completa delle presenze e delle reti in nazionale ― Arabia Saudita | Cronologia completa delle presenze e delle reti in nazionale ― Arabia Saudita |
| Data                                                                          | Città                                                                         | In casa                                                                       | Risultato                                                                     | Ospiti                                                                        | Competizione                                                                  | Reti                                                                          | Note                                                                          |
| ----------------------------------------------------------------------------- | ----------------------------------------------------------------------------- | ----------------------------------------------------------------------------- | ----------------------------------------------------------------------------- | ----------------------------------------------------------------------------- | ----------------------------------------------------------------------------- | ----------------------------------------------------------------------------- | ----------------------------------------------------------------------------- |
| 7-11-2017                                                                     | Lisbona                                                                       | Arabia Saudita                                                                | 2 – 0                                                                         | Lettonia                                                                      | Amichevole                                                                    | -                                                                             | 76’                                                                           |
| 13-11-2017                                                                    | Lisbona                                                                       | Bulgaria                                                                      | 1 – 0                                                                         | Arabia Saudita                                                                | Amichevole                                                                    | -                                                                             | 65’                                                                           |
| 14-11-2020                                                                    | Riyad                                                                         | Arabia Saudita                                                                | 3 – 0                                                                         | Giamaica                                                                      | Amichevole                                                                    | -                                                                             | 62’                                                                           |
| Totale                                                                        |                                                                               | Presenze                                                                      | 3                                                                             |                                                                               | Reti                                                                          | 0                                                                             |                                                                               |

## Palmarès

### Competizioni nazionali
- Coppa del Re dei Campioni: 1

Al-Shabab: 2013-2014
- Supercoppa saudita: 2

Al-Shabab: 2014
Al-Nassr: 2020
- Segunda División: 1

Rayo Vallecano: 2017-2018

### Competizioni internazionali
- Coppa dei Campioni araba per club: 1

Al-Nassr: 2023